# Нікола К'яруцці
Нікола К'яруцці (італ. Nicola Chiaruzzi, нар. 25 грудня 1987) — санмаринський футболіст, півзахисник клубу «Тре Пенне».
Виступав, зокрема, за клуби «Фйорентіно» та «Ла Фіоріта», а також національну збірну Сан-Марино.

## Клубна кар'єра
У дорослому футболі дебютував 2006 року виступами за команду клубу «Фйорентіно», в якій провів один сезон.
Своєю грою за цю команду привернув увагу представників тренерського штабу клубу «Ла Фіоріта», до складу якого приєднався 2007 року. Відіграв за команду з Монтеджардіно наступні два сезони своєї ігрової кар'єри.
До складу клубу «Тре Пенне» приєднався 2009 року. Відтоді встиг відіграти за столичну команду 74 матчі в національному чемпіонаті.

## Виступи за збірну
У 2010 році дебютував в офіційних матчах у складі національної збірної Сан-Марино. Наразі провів у формі головної команди країни 2 матчі.

## Титули і досягнення
- Чемпіон Сан-Марино: 2011-12, 2012-13, 2015-16
- Володар Суперкубка Сан-Марино: 2013, 2016